# Frank Cervell
Frank Rutger Cervell (Norrköping, 1907. február 22. – Stockholm, 1970. szeptember 3.) világbajnoki ezüstérmes, olimpiai bronzérmes svéd párbajtőrvívó.